# Genepil
Genepil (mong. Гэнэнпил Хатан, właśc. Tseyenpil; ur. 1905, zm. 1938) – ostatnia królowa małżonka Mongolii, druga żona Bogda Chana.

## Życiorys
Tseyenpil została sprowadzona do pałacu Bogda Chana z północy kraju jako jedna z piętnastu kobiet w wieku od 18 do 20 lat, które urodziły się tego samego dnia co chan. Pochodziła ze szlacheckiej rodziny. Była już mężatką. Doradcy podupadającego na zdrowiu chana uznali, że w kontekście utrzymania integralności kraju jego ożenek jest ważny, choć chan po śmierci ukochanej żony Tsendiin Dondogdulam nie planował kolejnego małżeństwa. Tseyenpil została zabrana siłą z domu rodzinnego. Obiecano jej, że będzie mogła wrócić do pierwszego męża. Zgodziła się na małżeństwo z chanem. Krótko później, stęskniona za rodzicami, poprosiła o możliwość powrotu do domu, co było zgodne z miejscowymi zwyczajami. Wkrótce jednak przedstawiciele rządu wysłali dworzan, by odnaleźli Tseyenpil i sprowadzili do stolicy. Ogłoszono ją reinkarnacją poprzedniej królowej. Zmieniła wówczas imię na Genepil. Możliwe, że to chan nadał jej to imię.
Nominalną królową Mongolii (w rzeczywistości rządzili komuniści kontrolowani przez ZSRR) była przez niecały rok. Kiedy w 1924 władca zmarł, a władzę w kraju przejęli komuniści, Genepil wróciła do rodziny. Otrzymała zabezpieczenie finansowe. Wyszła za mąż za Luvsandambę, byłego zapaśnika. Mieli dwie córki (Tsermaę i Dorjhandę) oraz syna Gantamura. Inne opracowania podają, że to Luvsandamba był jej pierwszym mężem.
Komuniści ścigali członków i członkinie dawnej rodziny królewskiej. W 1932 Genepil uniknęła aresztowania, ale 5 lat później została pochwycona i oskarżona o kolaborację z Japończykami w celu przywrócenia chanatu w Mongolii. Miała dążyć do zniszczenia władzy ludowej, uczestniczyć w organizowaniu powstania i zbierać datki na przywrócenie władzy chanów. Oskarżono ją o wspieranie religii buddyjskiej. Majątek Genepil skonfiskowano, a ją samą poddano torturom. Przesłuchaniami kierowała kobieta o imieniu Chentii. Korzystała z metod przesłuchań stosowanych przez Czeka.
Genepil przyznała się do winy. Dokument to potwierdzający nie zawiera jej podpisu (choć umiała czytać i pisać), a jedynie niewyraźne plamy (być może odciski palców) trudne do zidentyfikowania. W maju 1938 została stracona wraz z przedstawicielstwem elity duchownej i intelektualnej kraju. Była w piątym miesiącu ciąży.
Została zrehabilitowana w 1990, po upadku komunizmu i weryfikacji dokumentacji związanej z osobami represjonowanymi. Wyrok ogłosił Sąd Najwyższy Mongolii.

## Upamiętnienie
Wizerunki Genepil w tradycyjnym mongolskim stroju ślubnym, właściwym dla północy kraju, stanowiły inspirację dla strojów królowej Amidali w Gwiezdnych wojnach.  
W 2000 powstał film Хааны сүүлчийн хатан o losach Genepil.  
W 2021 Kadambari Misra z Bengaluru odtworzyła wizerunki wybranych kobiet; była wśród nich Genepil. Inne upamiętnione w projekcie osoby to m.in. Frida Kahlo, Amy Winehouse, Yayoi Kusama, Georgia O’Keeffe i M.S. Subbulakshmi. Misra zaprezentowała swoje prace na Instagramie.